# هاسویی کاواسه

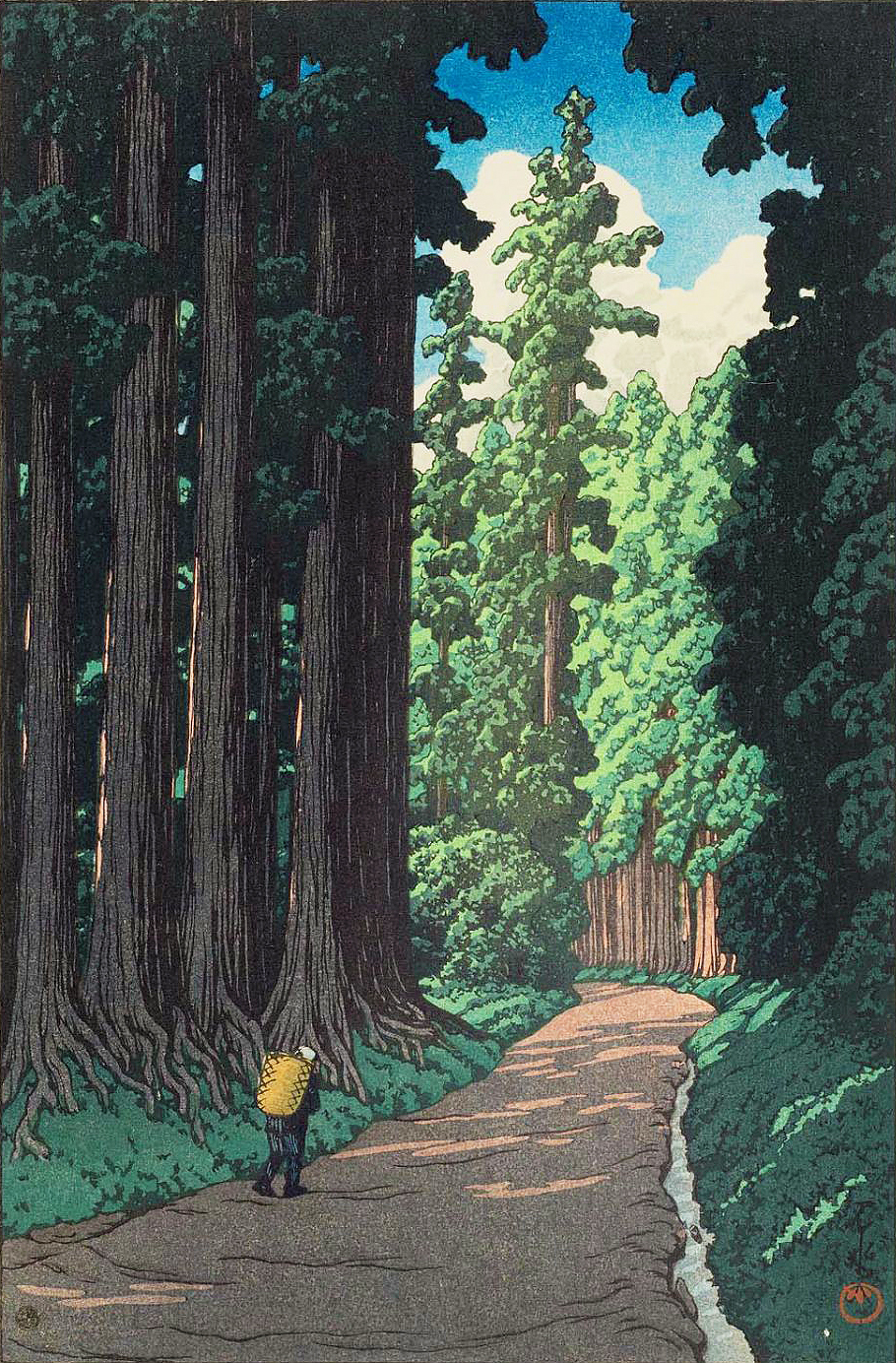
یک منظره اثر کاواسه

هاسویی کاواسه (به ژاپنی: 川瀬 巴水)، (زادهٔ ۱۸ می ۱۸۸۳ - درگذشتهٔ ۷ نوامبر ۱۹۵۷)، نقاش شناخته‌شدهٔ ژاپنی در پایان سدهٔ نوزدهم و آغاز سدهٔ بیستم میلادی بود. او یکی از نقاشان اصلی جنبش شین-هانگا (نقاشی‌های چاپی جدید) بود.
او در سال ۱۹۵۶ از سوی دولت ژاپن، عنوان گنجینهٔ ملی زنده را دریافت کرد.

## زندگی
او اوکی‌یوئه و نقاشی به سبک ژاپنی را در استودیوی کی‌یوکاتا کابوراگی پی گرفت و به کشیدن نقاشی‌های آبرنگ از بازیگران، زندگی روزمره و مناظر پرداخت که بیشتر آنها در کتاب‌ها و مجله‌های سال‌های پایانی دوره میجی و آغاز دوره تایشو منتشر شدند.

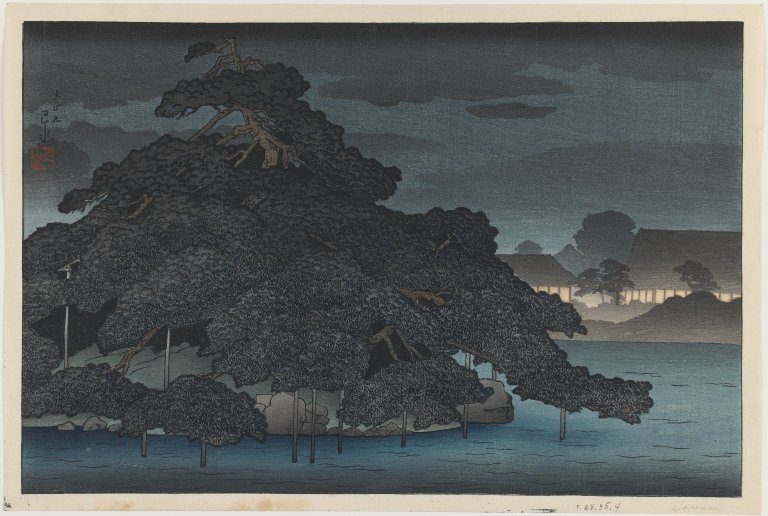
باران شامگاهی، یکی از هشت منظرهٔ اومی، ۱۹۲۰ میلادی. امروزه در موزهٔ بروکلین نگهداری می‌شود.

کاواسه در سال‌های آغازین دوره تایشو در انتشارات شوزابورو واتانابه استخدام شد تا طرح‌های آثار نقاشی چاپ دستی را تهیه کند. از او شمار بسیاری از کارهای آبرنگ و نقاشی چاپ دستی باقی‌مانده و شمار اندکی نقاشی با رنگ روغن نیز کشیده‌است.
در غرب، او و هیروشی یوشیدا را به خاطر نقاشی‌های چاپ دستی‌شان می‌شناسند؛ این دو از بزرگان سبک شین‌هانگا هستند و نقاشی‌های چاپ دستی مناظرشان معروف است.
در سال ۱۹۲۳، زلزله‌ای روی داد که بیشتر نقاشی‌های او در طی آن از بین رفتند. او در نزدیک به چهل سال فعالیت هنری‌اش، بیشتر با انتشارات شوزابورو واتانابه کار کرد و این رابرت او. مولر (۱۹۱۱–۲۰۰۳)، کارشناس هنری اهل آمریکا بود که او را به غرب شناساند.

## نقاشی‌های مهم
- ۱۲ منظره از توکیو (۱۹۱۹–۱۹۲۱)
- مناظر انتخابی از ژاپن (۱۹۲۲–۱۹۲۶)
- برف در معبد زوجو (۱۹۵۳)

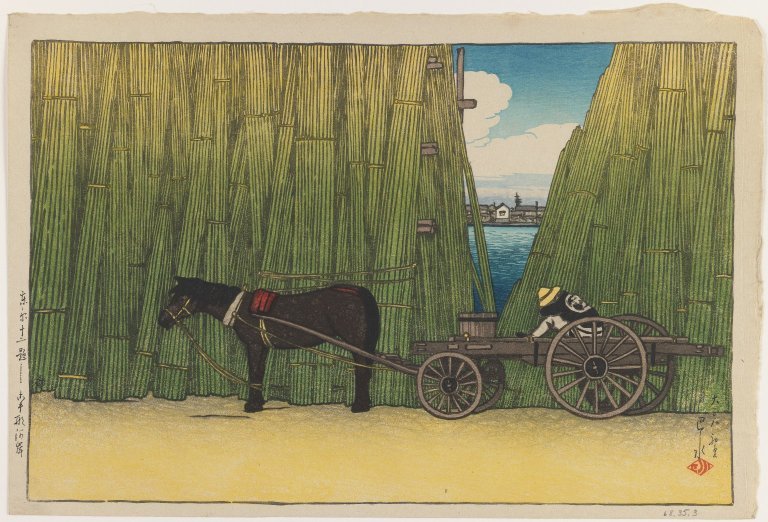
یکی از ۱۲ منظرهٔ توکیو، ۱۹۱۹ میلادی. امروزه در موزهٔ بروکلین نگهداری می‌شود.

- تالار طلایی تیره، هیرایزومی (۱۹۵۷؛ آخرین اثر کاواسه)

بیشتر کارهای چاپ دستی او پس از مرگش و در سال ۱۹۶۰ چاپ شدند.